# 米尔·斯特约夫斯基
米尔·斯特约夫斯基（Mile Sterjovski，1979年5月27日—）是北马其顿裔澳大利亚足球运动员，现在效力于澳大利亚职业足球联赛球队中部海岸水手，司职前锋或中场位置，他曾是澳大利亚国家队的成员。

## 俱乐部生涯
斯特约夫斯基的职业足球生涯开始于卧龙岗狼队，此后他曾经在澳大利亚国内的爱尔瓦拉雄狮、悉尼联队和帕拉马塔力量等球队效力。2000年他前往欧洲，先在法甲球队里尔效力4个赛季，然后又在瑞士球队巴塞尔3个赛季。
在土耳其球队哈斯特帕短暂效力半个赛季后，2008年1月24日，斯特约夫斯基加盟英超球队德比郡，并在0比3不敌托特纳姆热刺的比赛中第一次为德比队出场，并成为球队的主力球员，但无法帮助德比队在该赛季保级成功。2008-2009赛季他沦为球队的板凳球员，直到后半赛季才有稳定的出场机会。
2009年6月11日，斯特约夫斯基回到澳大利亚，加盟澳大利亚职业足球联赛球会珀斯光荣。2010年2月，斯特约夫斯基曾经到中国足球超级联赛球队山东鲁能泰山试训并有望以短期租借的形式加盟球队，但最终因为伤病被山东放弃。
2012年2月，斯特约夫斯基和中国足球超级联赛升班马大连阿尔滨签订一份6月30日到期的短期合同。虽然他成为球队的主力球员，但表现没有让俱乐部满意，合同到期后不获续约而离队。

## 国家队生涯
2000年，斯特约夫斯基首次代表澳大利亚国家队出场，对手为苏格兰。他也入选澳大利亚参加2006年德国世界杯的23人名单。

## 荣誉

### 俱乐部
- 悉尼联队（英语：Sydney United）
  - 澳大利亚国家联赛（英语：National Soccer League）冠军：1998-99
- 巴塞尔
  - 瑞士足球超级联赛冠军：2004-05
  - 瑞士杯冠军：2007

### 国家队
- 澳大利亚国家队
  - 大洋洲国家杯冠军:2004